# Currie Cup 1997
La Currie Cup de 1997 fue la quincuagésima novena edición del principal torneo de rugby provincial de Sudáfrica.
El campeón fue el equipo de Western Province quienes obtuvieron su vigésimo noveno campeonato.

## Clasificación
| Pos. | Equipo              | Encuentros | Encuentros | Encuentros | Encuentros | Tantos | Tantos | Tantos | Puntos Bonus | Puntos |
| Pos. | Equipo              | PJ         | PG         | PE         | PP         | F      | C      | Dif    | PB           | Puntos |
| ---- | ------------------- | ---------- | ---------- | ---------- | ---------- | ------ | ------ | ------ | ------------ | ------ |
| 1.º  | Western Province    | 13         | 12         | 0          | 1          | 567    | 286    | +281   | 10           | 58     |
| 2.º  | Natal               | 13         | 12         | 0          | 1          | 566    | 241    | +325   | 9            | 57     |
| 3.º  | Free State Cheetahs | 13         | 11         | 0          | 2          | 651    | 234    | +417   | 10           | 54     |
| 4.º  | Gauteng Lions       | 13         | 9          | 0          | 4          | 562    | 399    | +163   | 9            | 45     |
| 5.º  | Northern Transvaal  | 13         | 8          | 0          | 5          | 382    | 341    | +41    | 8            | 40     |
| 6.º  | Griqualand West     | 13         | 7          | 1          | 5          | 410    | 313    | +97    | 9            | 39     |
| 7.º  | Boland Cavaliers    | 13         | 6          | 1          | 6          | 464    | 386    | +78    | 12           | 38     |
| 8.º  | SWD Eagles          | 13         | 7          | 0          | 6          | 362    | 365    | −3     | 8            | 36     |
| 9.º  | Mpumalanga Pumas    | 13         | 4          | 0          | 9          | 321    | 438    | −117   | 6            | 22     |
| 10.º | Gauteng Falcons     | 13         | 3          | 0          | 10         | 349    | 600    | −251   | 6            | 18     |
| 11.º | Border              | 13         | 3          | 0          | 10         | 277    | 569    | −292   | 5            | 17     |
| 12.º | Northern Free State | 13         | 3          | 0          | 10         | 344    | 744    | −400   | 5            | 17     |
| 13.º | North West          | 13         | 3          | 0          | 10         | 346    | 507    | −161   | 4            | 16     |
| 14.º | Eastern Province    | 13         | 2          | 0          | 11         | 284    | 462    | −178   | 4            | 12     |

|  | Semifinalistas. |

### Semifinal
| 16 de octubre | Natal | 22 - 40 | Free State Cheetahs | University of Natal, Durban |  |

| 16 de octubre | Western Province | 38 - 18 | Gauteng Lions | Newlands Stadium, Ciudad del Cabo |  |

### Final
| 23 de octubre | Western Province | 14 - 12 | Free State Cheetahs | Newlands Stadium, Ciudad del Cabo |  |

### Campeón
| Bandera de Sudáfrica     |
| Campeón Western Province |
| Vigésimo noveno título   |